# 開創
開創（かいそう）とは何かを新しく開くこと。特に、寺院を創設すること。
寺院開創の創立者を開基、寺院の宗派のうえでの開創僧侶のことを開山という。

## 類義語
- 勧請（かんじょう） - 神仏の来臨を乞うたり、分霊を請し迎え祀ること。また、寺院を開創するため、開基・開山を委託すること。

## 関連図書
- 山野上純夫 著『比叡山開創　最澄と円仁』（朱鷺書房、1986.3）